# Placówka Straży Celnej „Janowiec Kościelny”

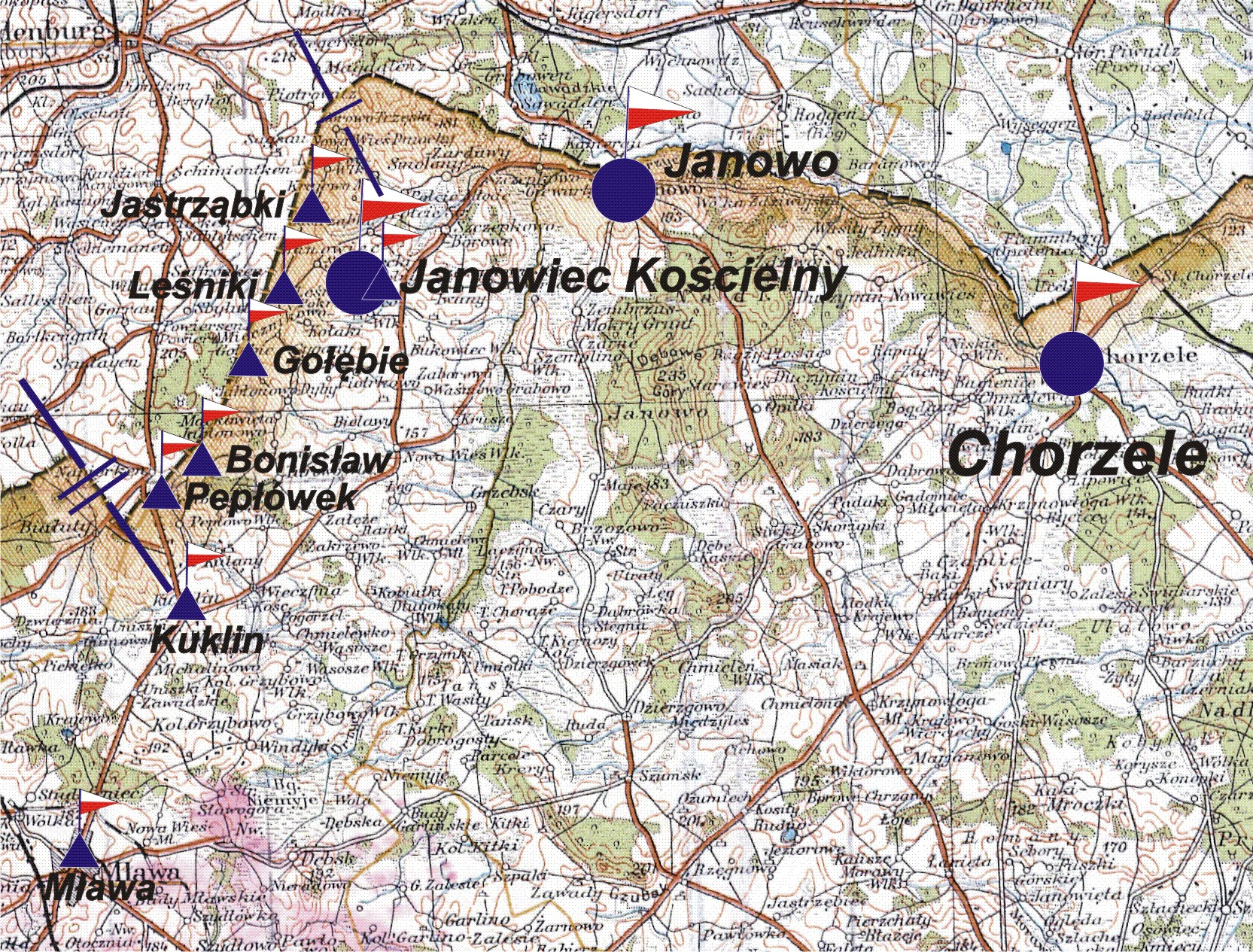
Rozmieszczenie placówek SC komisariatu "Janowiec Kościelny" w 1926 roku

Placówka Straży Celnej „Janowiec Kościelny” – jednostka organizacyjna Straży Celnej pełniąca w okresie międzywojennym służbę ochronną na granicy polsko-niemieckiej.

## Formowanie i zmiany organizacyjne
Na wniosek Ministerstwa Skarbu, uchwałą z 10 marca 1920 roku, powołano do życia Straż Celną. Od połowy 1921 roku jednostki Straży Celnej rozpoczęły przejmowanie odcinków granicy od pododdziałów Batalionów Celnych. W 1921 roku w Janowcu Kościelnym stacjonował sztab 4 kompanii 1 batalionu celnego. 4 kompania celna wystawiła między innymi placówkę w Janowcu Kościelnym. Proces tworzenia Straży Celnej trwał do końca 1922 roku. Placówka Straży Celnej „Janowiec Kościelny” weszła w podporządkowanie komisariatu Straży Celnej „Janowiec Kościelny” z Inspektoratu SC „Praszka”.
W drugiej połowie 1927 roku przystąpiono do gruntownej reorganizacji Straży Celnej. W praktyce skutkowało to rozwiązaniem tej formacji granicznej. Ochronę północnej, zachodniej i południowej granicy państwa przejęła powołana z dniem 2 kwietnia 1928 roku Straż Graniczna. W strukturach nowo powstałej formacji nie odtworzono placówki „Janowiec Kościelny”.

## Służba graniczna
Sąsiednie placówki
- placówka Straży Celnej „Jastrzębki” ⇔ placówka Straży Celnej „Leśniki” − 1926[9][10]

## Funkcjonariusze placówki
Kierownicy placówki
| stopień  | imię i nazwisko, numer  | okres pełnienia służby | kolejne stanowisko |
| -------- | ----------------------- | ---------------------- | ------------------ |
| strażnik | Józef Karwasiński (511) | był w 1926             |                    |

Obsada personalna placówki w 1926:
- strażnik Józef Karwasiński (511)
- strażnik Mieczysław Jabłonowski (1018)
- strażnik Wincenty Filipowicz (560)